# Берутув (гмина)
Берутув (пол. Bierutów) — городско-сельская гмина (волость) в Польше, входит как административная единица в Олесницкий повет, Нижнесилезское воеводство. Население — 10 271 человек (на 2004 год).

## Демография
| Перепись                       | Всего   | Всего | Женщины | Женщины | Мужчины | Мужчины |
| ------------------------------ | ------- | ----- | ------- | ------- | ------- | ------- |
| Единицы                        | человек | %     | человек | %       | человек | %       |
| Население                      | 10 271  | 100   | 5283    | 51,4    | 4988    | 48,6    |
| Плотность населения (чел./км²) | 69,8    | 69,8  | 35,9    | 35,9    | 33,9    | 33,9    |

## Сельские округа
1. Гожеслав
2. Емельна
3. Карвинец
4. Киёвице
5. Крушовице
6. Пачкув
7. Посадовице
8. Радзешин
9. Сонток
10. Сольники-Мале
11. Сольники-Вельке
12. Строня
13. Стшалкова
14. Вабенице
15. Завидовице
16. Збытова

## Соседние гмины
1. Гмина Дзядова-Клода
2. Гмина Ельч-Лясковице
3. Гмина Намыслув
4. Гмина Олесница
5. Гмина Вилькув